# 손성득
손성득(1983년 6월 22일 ~ )은 대한민국의 안무가 겸 퍼포먼스 디렉터이다. 빅히트 엔터테인먼트 소속이다. 그는 어렸을 때부터 백업댄서 활동을 하며 여러 가수들의 무대와 춤을 만들었다. 독자적으로 일을 하던 그는 방시혁을 만나 빅히트 설립 초기부터 지금까지 함께 호흡을 맞춰오고 있다. 2016년 10월 보이 그룹 방탄소년단의 안무가인 손성득은 국내 최초 세계투어 댄스 워크샵 개최와 안무가들의 해외 진출에 기여한 공로로 문화체육관광부장관 표창을 수상하였다.

## 경력
- 빅히트 엔터테인먼트 퍼포먼스 디렉터

## 수상 내역
- 2016년 제7회 대한민국 대중문화예술상 문화체육관광부장관 표창[3]
- 2017년 제6회 가온차트 뮤직 어워드 올해의 스타일상 커리어그라피부문[4]
- 2018년 제1회 MGA MBC플러스 X 지니뮤직 어워드 베스트 안무상
- 2018년 아시아 아티스트 어워즈 베스트 퍼포먼스 디렉터상
- 2018년 Mnet 엠넷 아시안 뮤직어워즈 베스트 안무가상
- 2019년 제8회 가온차트 뮤직어워즈 올해의 커리어크라피상
- 2020년 멜론뮤직어워즈 베스트 퍼포먼스 디렉터상
- 2021년 제10회 가온차트 뮤직 어워즈 커리어 그라피부문 올해의 스타일상
- 2021년 멜론뮤직어워즈 베스트 퍼포먼스상
- 2022년 제11회 가온차트 뮤직 어워즈 커리어그라피부문 올해의 스타일상